# 阿德南·门德列斯
阿德南·门德列斯（土耳其語：Adnan Menderes，1899年—1961年9月17日，土耳其政治家，於1950年至1960年任土耳其总理。曾组织了针对迫害伊斯坦布尔希腊裔居民的伊斯坦堡大屠殺。

## 生平
门德列斯生于Aydın，1935年毕业于安卡拉大学法律学校。1945年退出共和人民黨。
1946年參加組建民主黨，1950年繼任該黨主席。
1950年民主黨在大選中獲勝，擊敗執政三十年的共和人民黨，實現首次政黨輪替，前主席杰拉勒·巴亚尔當選為總統，门德列斯則當選為總理，其後轉為議會制，總統的權力被削弱，總理的權力有所加強。在他總理任內，土耳其於1952年加入北約，1954年及1957年土耳其議會選舉，民主黨成功連任。
1959年2月17日，時任土耳其總理的门德列斯乘搭一架屬於土耳其航空公司的維克斯子爵式客機前往倫敦。客機在降落格域機場時於Horley附近墜毀，撞毀一些樹及衝入了一間屋。機上22位人士只有10位生還，而他就是其中一位生還者。
1960年，軍人發動政變推翻民主黨政權，门德列斯被捕受審，被判處死刑，1961年執行絞刑。

## 腳註
1. ↑  .   [2021-09-25]. （原始内容存档于2021-09-25）.
2. . 國家電影及視聽文化中心. 1958年4月28日  [2024年9月19日]. （原始内容存档于2024年11月13日）.